# یوناتان یوهانسون (بازیکن فوتبال)
یوناتان یوهانسون (فنلاندی: Jonatan Johansson؛ زادهٔ ۱۶ اوت ۱۹۷۵) بازیکن سابق و مربی فوتبال اهل فنلاند است.
از باشگاه‌هایی که در آن بازی کرده‌است می‌توان به باشگاه فوتبال چارلتون اتلتیک، باشگاه فوتبال مالمو، باشگاه فوتبال فلورا تالین، باشگاه فوتبال رنجرز، باشگاه فوتبال سنت جانستون، باشگاه فوتبال هیبرنین، باشگاه فوتبال نوریچ سیتی، و باشگاه فوتبال تورون پالوسئورا اشاره کرد.
وی همچنین در تیم ملی فوتبال فنلاند بازی کرده‌است.